# Vérignon
Vérignon est une commune française située dans le département du Var en région Provence-Alpes-Côte d'Azur.

## Géographie

### Localisation
Le village de Vérignon est situé en France, à 10 km d'Aups, 12 d'Ampus et 15 de Tourtour.

### Géologie et relief
La superficie de la commune est de 3 690 hectares, et 2 000 ha de la commune ont été réquisitionnés par le camp militaire de Canjuers en 1970.
À une altitude de 850 m, au pied des plans de Canjuers, au cœur d'une magnifique forêt de chênes qui comptent parmi les plus beaux de Provence.
La chênaie pubescente, aux abords du village, présente un bel exemple des plus beaux chênes pluri-centenaires de Provence, ; les chênes « tourmentés et trapus » de Vérignon sont souvent cités dans les œuvres de Jacques de Bourbon Busset,.
Le synclinal de Vérignon est un fossé d’effondrement attribué à l’Éocène. Il est rempli de marnes et d’argiles rouges.

### Sismicité
La commune est classée en zone de sismicité modérée.

### Hydrographie et eaux souterraines
Cours d'eau sur la commune ou à son aval :
- ravin de la combe.

### Climat
Pour des articles plus généraux, voir Climat de Provence-Alpes-Côte d'Azur et Climat du Var.
En 2010, le climat de la commune est de type climat méditerranéen altéré, selon une étude du Centre national de la recherche scientifique s'appuyant sur une série de données couvrant la période 1971-2000. En 2020, Météo-France publie une typologie des climats de la France métropolitaine dans laquelle la commune est exposée à un climat méditerranéen et est dans une zone de transition entre les régions climatiques « Provence, Languedoc-Roussillon » et « Alpes du sud ». 
Pour la période 1971-2000, la température annuelle moyenne est de 10,9 °C, avec une amplitude thermique annuelle de 15,9 °C. Le cumul annuel moyen de précipitations est de 902 mm, avec 6,1 jours de précipitations en janvier et 4 jours en juillet. Pour la période 1991-2020, la température moyenne annuelle observée sur la station météorologique de Météo-France la plus proche, « Aups », sur la commune d'Aups à 5 km à vol d'oiseau, est de 13,5 °C et le cumul annuel moyen de précipitations est de 784,1 mm. 
La température maximale relevée sur cette station est de 40,1 °C, atteinte le 28 juin 2019 ; la température minimale est de −10,4 °C, atteinte le 30 décembre 2005,,. 
Les paramètres climatiques de la commune ont été estimés pour le milieu du siècle (2041-2070) selon différents scénarios d'émission de gaz à effet de serre à partir des nouvelles projections climatiques de référence DRIAS-2020. Ils sont consultables sur un site dédié publié par Météo-France en novembre 2022.

### Voies de communications et transports

#### Voies routières
La commune est traversée par la départementale 49 et se situe à 12 km d'Ampus, en direction de Bauduen.

#### Transports en commun
- Transport en Provence-Alpes-Côte d'Azur

La commune est desservie par plusieurs lignes de transport en commun. Les collectivités territoriales ont mis en œuvre un « service de transports à la demande » (TAD), réseau régional Zou !
Les lignes interurbaines :
- Lignes de transports Zou ! La Région Sud est la collectivité compétente en matière de transports non urbains, en application de la loi NOTRe (Nouvelle Organisation Territoriale de la République).

## Économie

### Entreprises et commerces

#### Agriculture
- Vérignon est le village le moins peuplé du Var avec une population de dix habitants. La commune tire ses ressources de l’agriculture et de l’élevage.
- Oliveraie[18].

#### Tourisme
- Commune située à 23 km de Bauduen (Lac de Sainte-Croix)[19].

## Toponymie
Le nom de Vérignon provient des Verucini, tribu de la Gaule narbonnaise localisée dans ce lieu.
Verignun apparaît en 1098 dans la pancarte de confirmation par l'évêque de Riez, en faveur de l’abbaye de Saint-Victor de Marseille, de l'église Sancti Projecti (Saint-Priest, chapelle reconstruite à l'époque moderne sur l'un des sommets de la Grande Colle, au sud-est du village, site d'un précédent habitat) et d'une église neuve non encore achevée, probablement à l'emplacement de l'actuelle église paroissiale.
L'appellation castrum Verignoni figure en 1232 dans la liste des localités du diocèse de Riez, puis on retrouve le castrum de Verijono rattaché au diocèse de Fréjus en 1252.
Le gentilé des habitants de Vérignon est Vérignonais.
Vérignon s'écrit Verinhon en occitan classique et Verignoun en provençal de norme mistralienne[réf. nécessaire].

## Histoire
Le Grand Plan de Canjuers à la limite duquel se trouve le village conserve dans son nom le souvenir du passage des armées de Jules César (l'appellation Canjuers vient de Campus Julii ou camp de Jules César). La voie romaine qui reliait Fréjus à Riez passait par Vérignon. Quatre bornes milliaires ont d'ailleurs été découvertes. Le plan est aussi un lieu important de fossiles préhistoriques.
D'après Raoul Bérenguier, les Blacas, seigneurs d'Aups, s'installèrent à Vérignon vers l'an 1000 et construisirent leur château dont les ruines voisinent avec le château du XVIIIe siècle. L'ancien château médiéval sur son éperon rocheux, trop inconfortable et sans eau, fut abandonné au début du XVIIIe siècle et les Blacas s'installèrent dans la nouvelle résidence qu'ils venaient de faire construire.
Au XIXe siècle, le village comptait 130 habitants.

## Héraldique
| Armes de Vérignon | La commune de Vérignon porte : D'argent à l'étoile de seize rais de gueules. Les armes de Vérignon sont celles de l'ancienne famille de Blacas qui, quelques années après l'expulsion et l'abolition des chevaliers du Temple, acquit cette terre (Armorial des communes de Provence, Louis de Bresc),. |

## Politique et administration

### Liste des maires
| Période                                  | Période  | Identité              | Étiquette | Qualité |
| ---------------------------------------- | -------- | --------------------- | --------- | ------- |
| Les données manquantes sont à compléter. |          |                       |           |         |
| 1908                                     |          | Achille Authieu       |           |         |
|                                          |          | Bonnifay              |           |         |
|                                          |          | Abbé Louis Bounic     |           |         |
|                                          | 1989     | Roger de Rémusat      |           |         |
| 1989                                     | 1994     | Frédéric de Rémusat   |           |         |
| 1994                                     | 2001     | Frédérique de Rémusat |           |         |
| 2001                                     | 2014     | Juliette de Rémusat   |           |         |
| 2014                                     | en cours | Philippe Murat-David  |           |         |

## Population et société

### Démographie
Population de 9 habitants. 
L'évolution du nombre d'habitants est connue à travers les recensements de la population effectués dans la commune depuis 1793. Pour les communes de moins de 10 000 habitants, une enquête de recensement portant sur toute la population est réalisée tous les cinq ans, les populations de référence des années intermédiaires étant quant à elles estimées par interpolation ou extrapolation. Pour la commune, le premier recensement exhaustif entrant dans le cadre du nouveau dispositif a été réalisé en 2005.

En 2022, la commune comptait 8 habitants, en évolution de −20 % par rapport à 2016 (Var : +4,98 %, France hors Mayotte : +2,11 %).
| 1793 | 1800 | 1806 | 1821 | 1831 | 1836 | 1841 | 1846 | 1851 |
| ---- | ---- | ---- | ---- | ---- | ---- | ---- | ---- | ---- |
| 76   | 75   | 85   | 100  | 93   | 120  | 127  | 116  | 127  |

| 1856 | 1861 | 1866 | 1872 | 1876 | 1881 | 1886 | 1891 | 1896 |
| ---- | ---- | ---- | ---- | ---- | ---- | ---- | ---- | ---- |
| 130  | 133  | 130  | 105  | 88   | 81   | 88   | 94   | 77   |

| 1901 | 1906 | 1911 | 1921 | 1926 | 1931 | 1936 | 1946 | 1954 |
| ---- | ---- | ---- | ---- | ---- | ---- | ---- | ---- | ---- |
| 85   | 70   | 66   | 60   | 60   | 57   | 54   | 37   | 53   |

| 1962 | 1968 | 1975 | 1982 | 1990 | 1999 | 2005 | 2006 | 2010 |
| ---- | ---- | ---- | ---- | ---- | ---- | ---- | ---- | ---- |
| 50   | 48   | 17   | 14   | 26   | 16   | 17   | 18   | 11   |

| 2015 | 2020 | 2022 | - | - | - | - | - | - |
| ---- | ---- | ---- | - | - | - | - | - | - |
| 10   | 9    | 8    | - | - | - | - | - | - |

### Enseignement
La commune de Vérignon dépend de l'académie de Nice (rectorat de l'académie d'Aix-Marseille).
Les établissements d'enseignement proches :
- école maternelle à Aups ;
- école primaire à Villecroze et Tourtour ;
- collèges à Lorgues et Draguignan ;
- lycées à Lorgues et Draguignan.

### Santé
Professionnels et établissements de santé :
- médecins à Tourtour et Ampus[34] ;
- l'hôpital le plus proche est le Centre hospitalier de la Dracénie et se trouve à Draguignan, à 26 km[35],[36]. Il dispose d'équipes médicales dans la plupart des disciplines[37] : pôles médico-technique ; santé mentale ; cancérologie ; gériatrie ; femme-mère-enfant ; médecine-urgences ; interventionnel ;
- la communauté de communes dispose désormais, à Aups, d'une maison de santé pluriprofessionnelle (médecine générale, médecine spécialisée, paramédical, soins infirmiers), et intégrant également un lieu ressource « social et solidaire »[38].
- Pharmacies à Draguignan, Aups, Régusse et Salernes.

### Cultes
- Culte catholique, paroisse Sainte-Anne de Vérignon, diocèse de Fréjus-Toulon[39].

### Budget et fiscalité
Les comptes 2009 à 2019 de la commune s’établissement comme suit, :
| Postes                      | 2009  | 2010  | 2011  | 2012  | 2013  | 2014  | 2015  | 2016  | 2017  | 2018  | 2019  |
| --------------------------- | ----- | ----- | ----- | ----- | ----- | ----- | ----- | ----- | ----- | ----- | ----- |
| Produits de fonctionnement  | 126 € | 141 € | 117 € | 97 €  | 190 € | 94 €  | 92 €  | 92 €  | 105 € | 177 € | 125 € |
| Charges de fonctionnement   | 72 €  | 134 € | 180 € | 202 € | 106 € | 220 € | 106 € | 112 € | 122 € | 152 € | 116 € |
| Ressources d'investissement | 146 € | 46 €  | 38 €  | 45 €  | 34 €  | 32 €  | 34 €  | 4 €   | 4 €   | 2 €   | 2 €   |
| Emplois d'investissement    | 15 €  | 7 €   | 24 €  | 1 €   | 13 €  | 24 €  | 23 €  | 10 €  | 26 €  | 14 €  | 0 €   |
| Dette                       | 0 €   | 0 €   | 0 €   | 0 €   | 0 €   | 0 €   | 0 €   | 0 €   | 0 €   | 0 €   | 0 €   |

#### Fiscalité 2019
- Taux d’imposition taxe d’habitation : 15,53 %
- Taxe foncière sur propriétés bâties : 7,04 %
- Taxe foncière sur propriétés non bâties : 60,91 %
- Taxe additionnelle à la taxe foncière sur les propriétés non bâties : 0,00 %
- Cotisation foncière des entreprises : 0,00 %
- Montant total des dettes dues par la commune : 0 euros, soit 0 euros par habitant

### Intercommunalité
La commune fait partie du territoire Haut-Var Verdon.
La communauté de communes « Lacs et Gorges du haut-Verdon (LGV) » constituée initialement d'onze communes (Aiguines ; Artignosc-sur-Verdon ; Aups ; Baudinard-sur-Verdon ; Bauduen ; Moissac-Bellevue ; Les Salles-sur-Verdon ; Régusse ; Tourtour ; Vérignon ; Villecroze) comprend désormais seize communes après intégration de cinq communes supplémentaires au 1er janvier 2017 : Trigance, Le Bourguet, Brenon, Châteauvieux et La Martre,.
Son président en exercice est Rolland Balbis (Maire de Villecroze).
|     | Attributions                                       | Identité                 | Qualité                      |
| --- | -------------------------------------------------- | ------------------------ | ---------------------------- |
| 1er | Administration générale et finances                | Raymonde Carletti        | Maire de La Martre           |
| 2e  | Aménagement du Territoire (SCOT) et transition éne | Antoine Faure            | Maire d'Aups                 |
| 3e  | Tourisme et Itinérance                             | Charles-Antoine Mordelet | Maire d'Aiguines             |
| 4e  | Agriculture, Fibre et numérique, Développement éco | Fabien Brieugne          | Maire de Tourtour            |
| 5e  |                                                    | Pierre Constant          | Commune de Villecroze        |
| 6e  |                                                    | Serge Constans           | Maire d'Artignosc-sur-Verdon |

## Urbanisme

### Typologie
Au 1er janvier 2024, Vérignon est catégorisée commune rurale à habitat très dispersé, selon la nouvelle grille communale de densité à sept niveaux définie par l'Insee en 2022.
Elle est située hors unité urbaine et hors attraction des villes,.

### Occupation des sols
L'occupation des sols de la commune, telle qu'elle ressort de la base de données européenne d’occupation biophysique des sols Corine Land Cover (CLC), est marquée par l'importance des forêts et milieux semi-naturels (99 % en 2018), une proportion sensiblement équivalente à celle de 1990 (99,7 %). La répartition détaillée en 2018 est la suivante : 
forêts (51,2 %), milieux à végétation arbustive et/ou herbacée (34,7 %), espaces ouverts, sans ou avec peu de végétation (13,1 %), prairies (0,7 %), zones agricoles hétérogènes (0,3 %). L'évolution de l’occupation des sols de la commune et de ses infrastructures peut être observée sur les différentes représentations cartographiques du territoire : la carte de Cassini (XVIIIe siècle), la carte d'état-major (1820-1866) et les cartes ou photos aériennes de l'IGN pour la période actuelle (1950 à aujourd'hui).

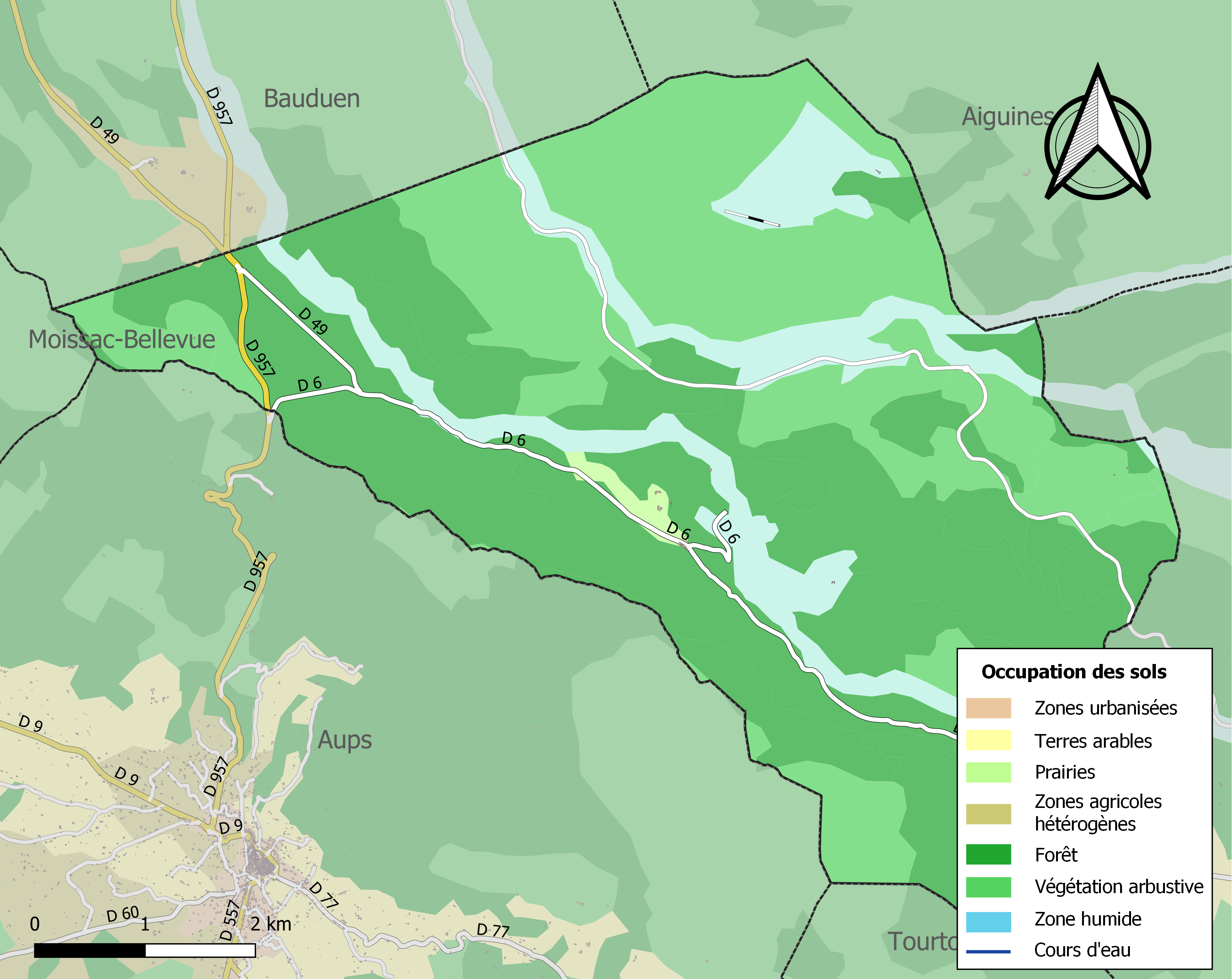
Carte des infrastructures et de l'occupation des sols de la commune en 2018 (CLC).

### Personnalités liées à la commune
- Blacas de Blacas (1160-1235), seigneur de Vérignon, a été chevalier de la cour du comte Raimond Bérenger IV de Provence.
- Pierre Louis Jean Casimir de Blacas d’Aulps (1771-1839), a été le 1er prince et duc de Blacas[54], maréchal de camp, pair de France, ambassadeur à Naples puis à Rome.
- Louis Charles Pierre Casimir de Blacas d’Aulps (1815-1866)[55], 2e prince et duc de Blacas, a vécu à Vérignon.
- Marie Thérèse Paule de Blacas d’Aulps (1864-1959)[56], duchesse de Blacas, est née et s’est éteinte dans le château de Vérignon[57].

## Lieux et monuments
Ruines du château médiévalLes ruines du château médiéval présentent une enceinte bien appareillée, flanquée de tours circulaires et d'un corps de logis rectangulaire dans l'angle nord. L'entrée sud est défendue par une barbacane. Ce château est le vestige du second bourg castral, daté du XIIIe siècle. Il fut abandonné au début du XVIIIe siècle pour manque d'eau et de confort.
Château de VérignonLe nouveau château, construit au début du XVIIIe siècle après l'abandon de l'ancienne forteresse, se présente sous la forme d'une grande bâtisse rectangulaire à deux niveaux d'élévation surmontés d'un attique sous l'auvent du toit et d'échauguettes d'angle. Deux courtes ailes en retour d'équerre encadrent la cour d'honneur où se trouve une chapelle privée. Le château se dresse au milieu d'un magnifique parc, avec des allées de buis et de magnifiques chênes millénaires. Les Blacas conservèrent cette propriété jusqu'en 1947 puis la famille  de Rémusat s'y installa ; la comtesse de Rémusat mit au monde (toute seule) Frédéric de Rémusat dans la suite parentale.
Église paroissiale de l'AssomptionL'église paroissiale de l'Assomption, datée du XIIIe siècle, est l'ancienne chapelle du château féodal. Elle abrite une chaire à prêcher, des lambris de revêtement et une bannière de procession, datés du XIXe siècle, qui ont été classés objets monuments historiques. Sous l'autel de la Vierge se trouve le caveau de la famille de Blacas.
Chapelle Notre-Dame de LiesseLa chapelle Notre-Dame-de-Liesse est une chapelle votive perchée à 991 m d'altitude entre la commune d'Aups et de Vérignon. Une dame de Blacas venait ici guetter l'arrivée de son fils parti aux croisades et fit le vœu de construire une chapelle dès le retour de celui-ci. L'oratoire fut construit au retour du fils et fut le témoin de la « liesse » de la famille ; quant au fils il avait fait le vœu, s'il rentrait sain et sauf à Vérignon, d'installer une chaîne en or avec son blason (une étoile à seize branches) entre les deux pics rocheux du village de Moustiers-Sainte-Marie. La chaîne et l'étoile sont toujours visibles à Moustiers-Sainte-Marie mais elles ne sont plus en or.
Chapelle Saint-PriestLa chapelle Saint-Priest, située à 1 066 m d'altitude sur la même chaîne montagneuse de la chapelle Notre-Dame-de Liesse, fut construite en 1098. À cet emplacement se trouvait un oppidum, de la tribu des Verucini ainsi qu’un premier bourg castral dont les vestiges sont datés du XIe siècle.
Bornes milliairesDeux bornes milliaires, de l'ancienne voie romaine (qui reliait Fréjus à Riez) sont visibles au bord de la RD 49 au sud-est du village.
Dolmen du DéfensLe dolmen du Défens, est daté du Chalcolithique.

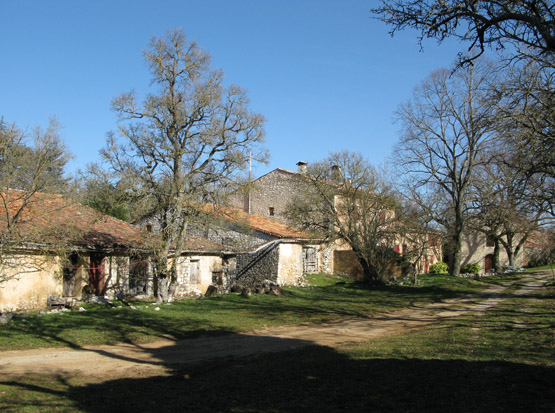
Côté sud.
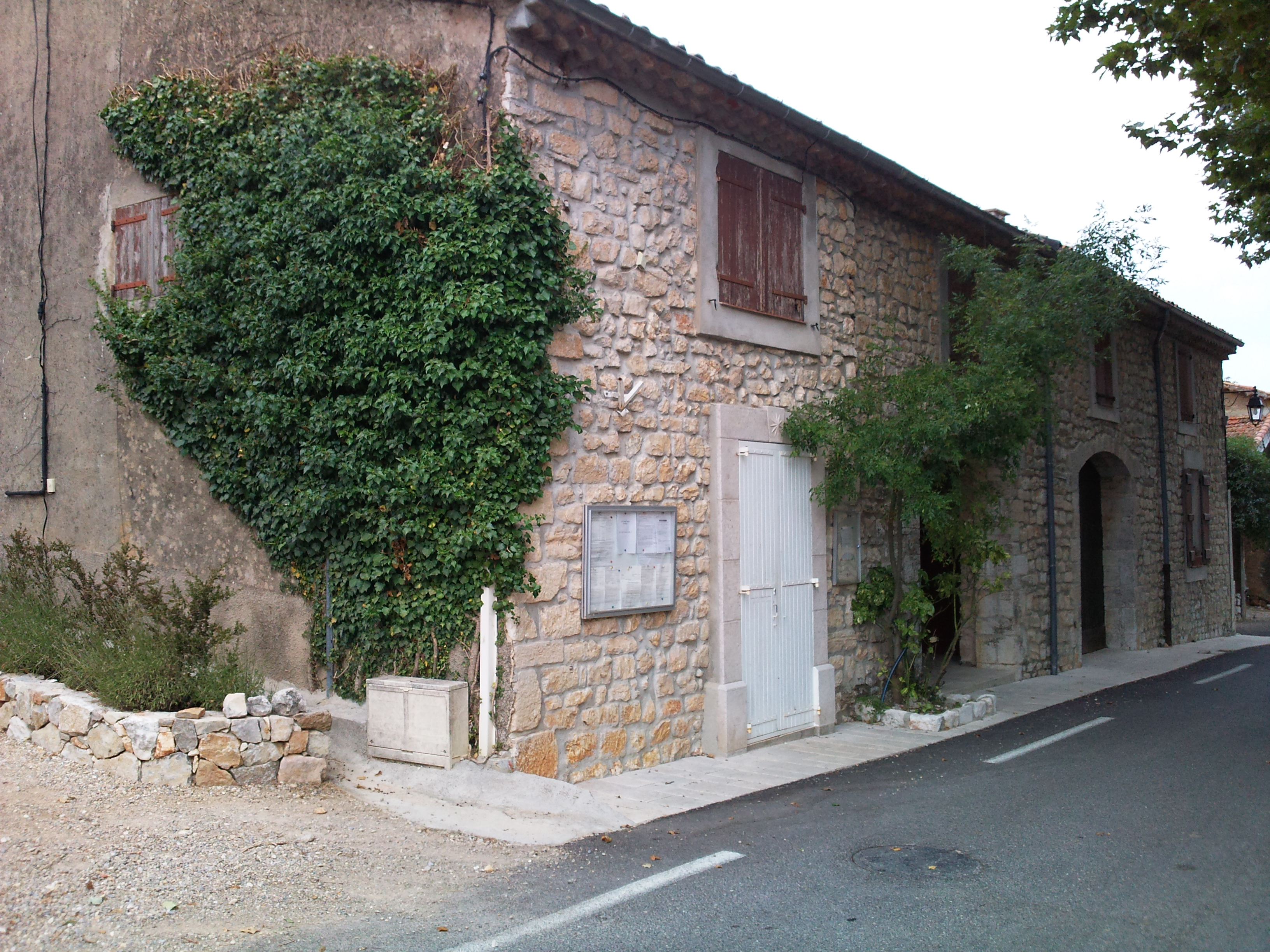
Côté nord avec la mairie.
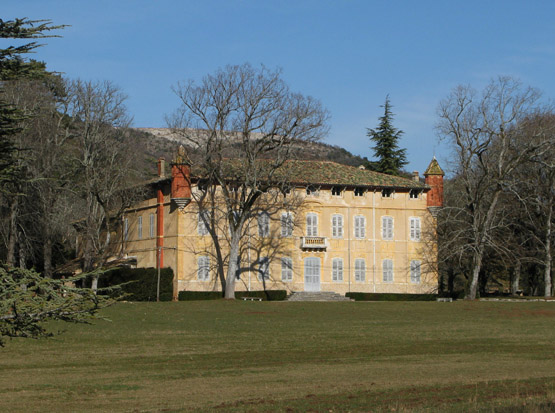
Le nouveau château du XVIIIe siècle.

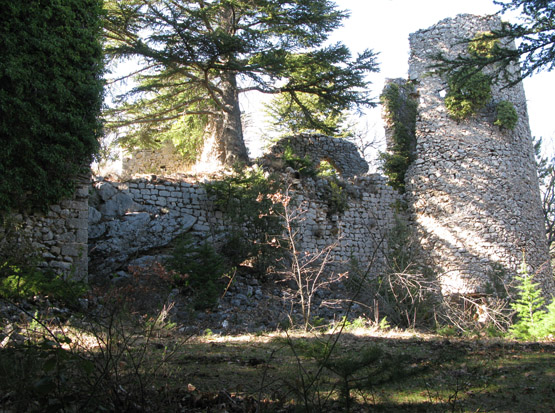
Le château médiéval du XIIIe siècle.
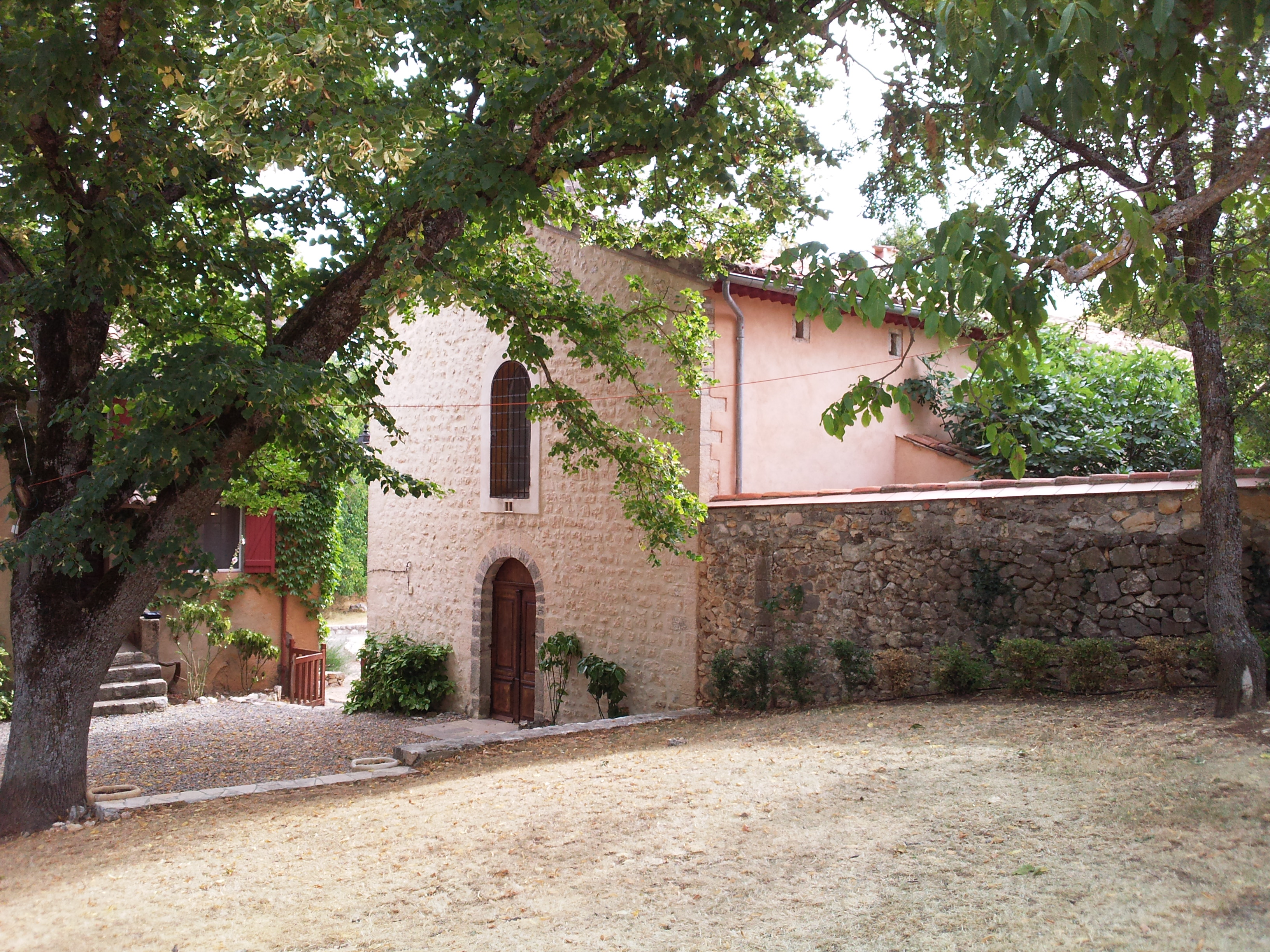
L'église paroissiale.